# Ian Fraser
Ian Masson Fraser, född 17 december 1917 i Forres, Moray, Skottland, död 10 april 2018 i Alva, Clackmannanshire, Skottland, var en skotsk psalmförfattare, författare, präst och medlem av Iona Community.

## Biografi
Ian Fraser verkade som präst i Church of Scotland och skrev ett flertal psalmer i skotska psalmboken, förutom böcker om teologiska och kristna ämnen. Fraser var en av de ursprungliga medlemmarna i den ekumeniska internationella kommuniteten Iona Community, som sedan 1938 under George MacLeods ledning restaurerat och nyskapat ön Ionas legendariska urkristna klostermiljö. Under några år arbetade han för Kyrkornas världsråd i Genève och var i nio år decanus och chef för missionsavdelningen vid Selly Oak College i Birmingham. På 1960-talet skapade han Scottish Churches' House i Dunblane och fungerade länge som dess föreståndare. I denna position hade han stort inflytande inom skotska kyrkornas musikråd och hade bland annat ansvar för sammanställningen av två större musikurvalssamlingar, Dunbland Praises.

## Verk i urval

### Psalmer
- Se, Herre, på vår arbetsdag i Herren Lever 1977 nr 914. Översatt till svenska av Anders Frostenson 1970.

### Böcker
- Reinventing theology as the people's work, 1949.
- The fire runs: God's people participating in change, 1975.
- Living a Countersign: From Iona to Basic Christian Communities, 1990.
- Caring for Planet Earth: Stories and Prayers for Children, 2000.
- Many Cells - One Body: Stories From Small Christian Communities, 2003.